# Caleruega
Caleruega és un municipi de la província de Burgos a la comunitat autònoma de Castella i Lleó. Forma part de la comarca de Ribera del Duero.

## Administració
| Període      | Nom de l'alcalde/-essa        | Partit polític | Data de possessió |
| ------------ | ----------------------------- | -------------- | ----------------- |
| 1979 - 1983  | Tomás Martínez Álvarez        |                | 19/04/1979        |
| 1983 - 1987  | Manés del Cura Manguán        | PP             | 28/05/1983        |
| 1987 - 1991  | José Peña Bravo               | PP             | 30/06/1987        |
| 1991 - 1995  | Alberto Hernando Peña         | PSOE           | 15/06/1991        |
| 1995 - 1999  | Jaime Peña Delgado            | PP             | 17/06/1995        |
| 1999 - 2003  | José Ignacio Delgado Palacios | TC             | 03/07/1999        |
| 2003 - 2007  | José Ignacio Delgado Palacios | TC             | 14/06/2003        |
| 2007 - 2011  | José Ignacio Delgado Palacios | TC             | 16/06/2007        |
| 2011 - 2015  | n/d                           | n/d            | 11/06/2011        |
| 2015 - 2019  | n/d                           | n/d            | 13/06/2015        |
| 2019 - 2023  | n/d                           | n/d            | 15/06/2019        |
| Des del 2023 | n/d                           | n/d            | 17/06/2023        |

## Demografia
| 1996 | 1998 | 1999 | 2000 | 2001 | 2002 | 2003 | 2004 | 2005 | 2006 |
| ---- | ---- | ---- | ---- | ---- | ---- | ---- | ---- | ---- | ---- |
| 443  | 431  | 416  | 401  | 419  | 424  | 426  | 460  | 489  | 462  |

## Símbols

### Escut
L'escut té tres cel·les, una a la part inferior i dos a la superior. Per timbre té una corona reial.
La cel·la superior esquerra té en un camp de gules quatre espases de plata contraposades en imitació a l'escut d'armes de la casa dels Guzmán, última família que ostentà el títol de Senyors de Caleruega abans del privilegi rodat d'Alfons X el Savi.
La següent cel·la, en camp de plata, té un gos blanc tacat de negre amb una torxa encesa a la boca i amb el món entre les potes, fent referència al somni que tingué la beata Joana d'Aza abans de tenir el seu fill Sant Domènec de Guzmán en què apareixia un gos blanc amb taques negres, simbolitzant la servitud que tindria l'orde cap a Déu, amb una torxa a la boca, car il·luminaran el camí correcte, i amb el planeta entre les potes, car l'orde fundat pel seu fill estaria present arreu.
Finalment la cel·la inferior és un camp de sinople, en referència als colors de les terres de conreu de la vila, amb la Torre dels Guzmán al centre i custodiat amb tres espigues de blat daurades a l'esquerra i a la dreta un carràs de raïm de sable i perfilat d'or en representació als fruits típics de al terra de Caleruega. Per acabar, sota la torre hi ha quatre ones d'atzur i de plata carregades amb un cranc en al·lusió al riu que travessa el poble, el Gromejón, riu ric en crancs.

### Bandera
La bandera, formada a partir dels tres colors bàsics de l'escut, serà tota sencera blanca carregada d'una franja vermella i una altra verda de 1/10 d'amplada, col·locades a una distància equivalent a la de la seva grossor dels extrems superior i inferior respectivament.
Per acabar, al cor de la bandera hi ha l'escut de la vila.

## Història
Els orígens de Caleruega es remunten als inicis de Castella, al segle x, durant la Reconquesta. Es funda com a població emmurallada amb tres portes i amb un casal, del qual queda la torre dels Guzmán, que era la casa del senyor de la vila. Dels orígens de la vila es conserven diversos testimonis, a més de la torre, la parròquia romànica de Sant Sebastià.
L'any 1068 aproximadament, el rei Alfons VI de Lleó creà la Senyoria de Caleruega, essent Don Munio Díaz de Caleruega el primer titular. No obstant això, després de la mort sense descendència del germà de Sant Domènec de Guzmán, el Venerable Antoni de Guzmán, V Senyor de la Vila, el rei Alfons X el Savi atorgà a Caleruega un privilegi rodat amb el qual, entre altres coses, se li traspassava el títol de Reial Monestir, i més concretament a qui aleshores era la priora del monestir.

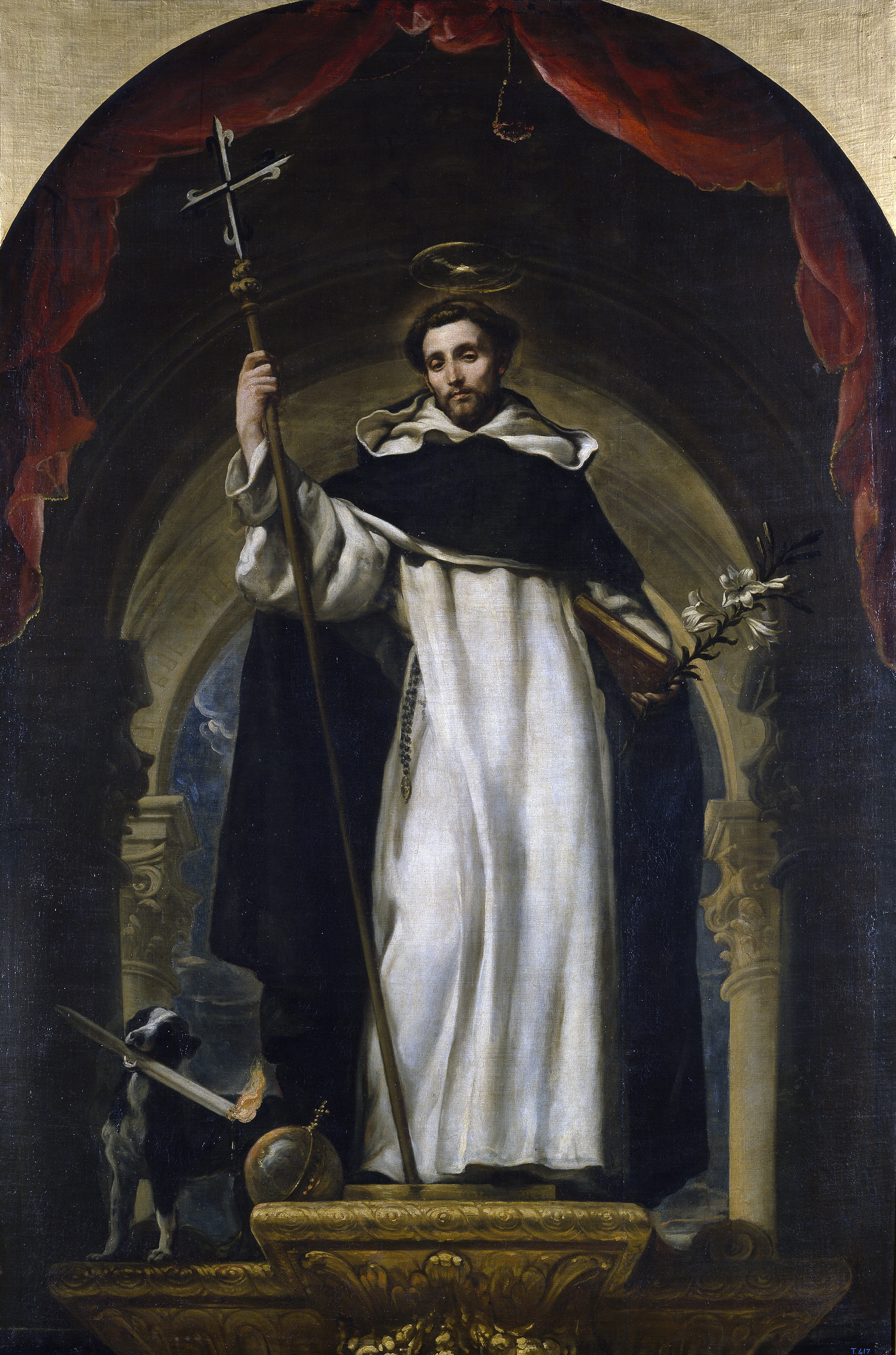
Sant Domènec de Guzmán, fill de Félix de Guzmán i Joana de Aza.

També cal destacar que durant el desterrament d'El Cid, durant el segle xi, ell passà per la vila. A la Penya de Sant Jordi, una de les muntanyes de Caleruega, hi havia moltes coves, i segons la llegenda, allà es refugiaven els moros que, quan ho veien necessari, atacaven el poble. Quan el Cid hi arribà, el poble amagat i atemorit a la Torre dels Guzmán sortí a batallar i aconseguiren expulsar els moros de Caleruega.
Al segle xiii, arran de la canonització de Sant Domènec, el seu germà, el beat Manés de Guzmán, promou l'edificació d'una capella al seu lloc de naixement (1237). Més endavant, el 1266, el rei Alfons X transforma la casa senyorial dels Guzmán en una església-monestir on trasllada la comunitat de monges dominiques de San Esteban de Gormaz. Al segle xvi, per iniciativa i projecte dels dominics mexicans, se substitueix l'església original del beat Manés per una altra de més àmplia.
Després de la caiguda de l'Antic règim queda constituït com ajuntament constitucional, amb el mateix nom, en el Partit d'Aranda, pertanyent a la regió de Castella la Vella, i aleshores tenia 176 habitants.
Caleruega neix com a nucli urbà modern amb la desamortització. Fins aleshores la propietat del sòl requeia fonamentalment en les mares dominiques del monestir, que tenien la senyoria de la vila, que per ordre de la reina Isabel II el 1868 es retira aquest títol al Reial Monestir, havent estat l'última Senyora de Caleruega Doña Casilda Arroyuelo. Caleruega creix des d'aleshores de forma sostinguda, sense cops demogràfics importants, fins a arribar a superar els mil habitants als anys 1950.
El 1952 rep un nou impuls dominicà amb el patrocini del Pare General Manuel Suárez i l'impuls de Venancio Carro. Comença aquell any la construcció del convent dels frares dominics, que se suma al conjunt del monestir de les monges, i fa de Caleruega un dels principals referents de l'Orde de Predicadors a tot el món, atès que és el lloc de naixement del seu sant fundador.
A partir dels anys 1950 Caleruega pateix les conseqüències de l'èxode del camp castellà, fonamentalment cap a Madrid, Burgos, Barcelona i Aranda de Duero. L'incipient dinamisme econòmic dels 1990 a la vila, juntament amb la recuperació del patrimoni col·lectiu històric i social, l'arribada de nous treballadors immigrants, els projectes de turisme rural i la seva situació en una àrea d'indiscutible valor històric, artístic, natural i ecològic, obren els nous horitzons de la vila cap al segle XXI.